# Hans Weber (voetballer)
Hans Weber (8 september 1934 - 10 februari 1965) was een Zwitsers voetballer die speelde als Middenvelder.

## Carrière
Weber speelde tussen 1955 en 1965 voor FC Lausanne-Sport en FC Basel. Met Basel won hij in 1953 de landstitel en in 1963 de beker.
Hij speelde tussen 1956 en 1964 voor Zwitserland, in totaal speelde hij 24 interlands waarin hij een keer kon scoren. Hij speelde met Zwitserland op het WK 1962 in Chili.

## Erelijst
- FC Basel
  - Landskampioen: 1953
  - Zwitserse voetbalbeker: 1963